# Simnasho
Simnasho (korábban Sinemasho) az Amerikai Egyesült Államok északnyugati részén, Oregon állam Wasco megyéjében, a Warm Springs-i indián rezervátum területén elhelyezkedő önkormányzat nélküli település.
Neve sahaptin nyelven „fekete galagonyabokrot” jelent. A posta 1886–1887-ben, majd egy időszak kivételével 1894 és 1954 között működött. Korábban itt volt a rezervátum székhelye, de később azt Warm Springsbe helyezték át.

## Közigazgatás
A rezervátum igazgatásáért 1938 óta a 11 tagú tanács felel, melynek tagjait négy évre választják. Simnashót hárman képviselik.

## Kultúra
Simnasho egykor rendszeres események (például szüreti mulatságok) helyszíne volt. A településen kettő templom található.

## Oktatás
A diákok Warm Springsben vagy Madrasben tanulnak.
A helyi iskola 1874-ben nyílt meg, majd később Warm Springsbe költöztették, ahol az őslakosok asszimilációjának érdekében az indián kultúra és nyelvek oktatását megszüntették. A később megnyílt simnashói általános iskolát 1999-ben zárták be, mivel a tanulói létszám hat főre csökkent.

## Fordítás
- Ez a szócikk részben vagy egészben  a   Simnasho, Oregon című angol Wikipédia-szócikk ezen változatának fordításán alapul.  Az eredeti cikk szerkesztőit annak laptörténete sorolja fel. Ez a jelzés csupán a megfogalmazás eredetét és a szerzői jogokat jelzi, nem szolgál a cikkben szereplő információk forrásmegjelöléseként.